# Zwierzchnicy aparatu państwowego Ukraińskiej Socjalistycznej Republiki Radzieckiej
Zwierzchnicy aparatu państwowego Ukraińskiej Socjalistycznej Republiki Radzieckiej

## Przewodniczący Prezydium Centralnego Komitetu Wykonawczego Rad Ukrainy
- Jefim Miedwiediew 25 grudnia 1917 - 18 marca 1918
- Wołodymyr Zatonskyj 18 marca 1918 - 18 kwietnia 1918

## Przewodniczący Wszechukraińskiego Centralnego Wojskowego Komitetu Wykonawczego
- Andriej Bubnow 12 lipca 1918 - 18 września 1918
- Fiodor Siergiejew (Artiom) 18 września 1918 - 28 listopada 1918
- Hryhorij Petrowski 28 listopada 1918 - 6 stycznia 1919
- Fiodor Siergiejew  (Artiom) 6 stycznia 1919 - 10 marca 1919
- Hryhorij Petrowski 10 marca 1919 - lipiec 1919
- Hryhorij Petrowski 19 lutego 1920 - marzec 1938
- Łeonid Kornijec marzec 1938 - 25 lipca 1938

## Przewodniczący Prezydium Rady Najwyższej USRR
- Łeonid Kornijec 27 lipca 1938 - 23 lipca 1939
- Mychajło Hreczucha 23 lipca 1939 - 19 września 1941
- Mychajło Hreczucha 6 listopada 1941 - 18 stycznia 1954
- Demian Korotczenko 18 stycznia 1954 - 7 kwietnia 1969
- Ołeksandr Laszko 10 czerwca 1969 - 8 czerwca 1972
- Iwan Hruszecki 28 lipca 1972 - 24 czerwca 1976
- Ołeksij Watczenko 24 czerwca 1976 - 22 listopada 1984
- Wałentyna Szewczenko 22 listopada 1984 - 4 czerwca 1990
- Wołodymyr Iwaszko 4 czerwca 1990 - 11 lipca 1990
- Łeonid Krawczuk 23 lipca 1990 - 24 sierpnia 1991